# Orquestra Andalusa d'Israel
L'Orquestra Andalusa d'Israel (en hebreu: התזמורת האנדלוסית הישראלית) és una reconeguda orquestra israeliana fundada en 1994 a Aixdod, Israel. L'orquestra està formada per uns 30 músics i lletristes principalment d'origen magrebí, tunisià i rus i reprodueix música jueva, àrab i andalusa sefardita tradicional a més de poesia, en combinació amb instruments àrabs, andalusos i europeus clàssics. El director artístic i el conductor de l'orquestra és Shamuel Elbaz. Des de la seva creació, l'Orquestra Andalusa d'Israel, és finançada pel municipi d'Aixdod i el Ministeri de Cultura, i s'ha convertit en una icona musical i cultural d'Israel, amb gires a nivell nacional, pels Estats Units, i els països europeus.